# Wieluń
Wieluń (IPA: /ˈvʲɛluɲ/) är en stad i Powiat Wieluński i Łódź vojvodskap i mellersta Polen, belägen 220 km sydväst om Warszawa. Den ligger i den östra delen av Łódzkie. Staden har omkring 24 000 invånare.

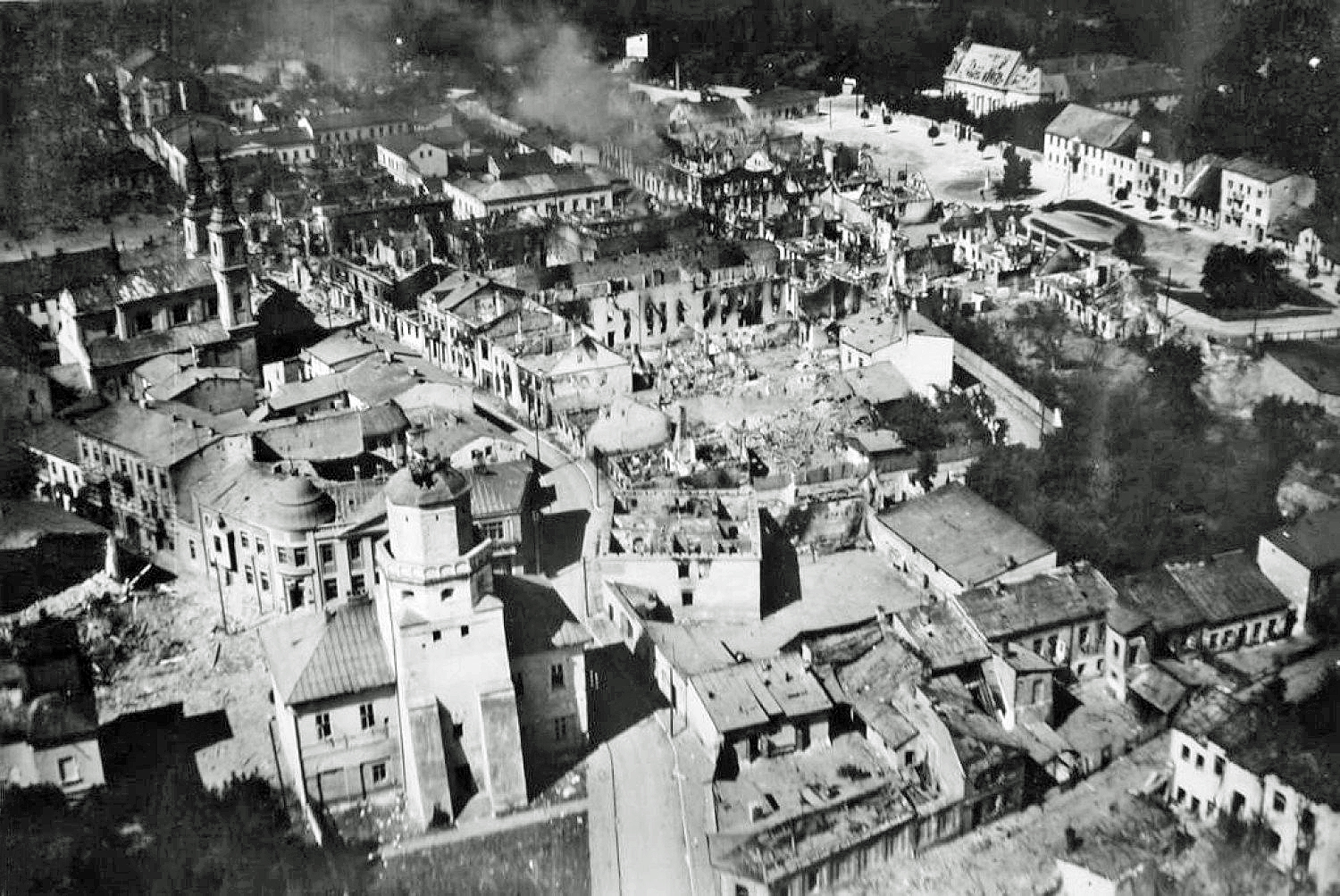
Wieluńs stadskärna efter de tyska bombningarna den 1 september 1939.

## Historia
I gryningen den 1 september 1939 anföll tyskt bombflyg Wieluń. Sjuttio ton bomber fälldes över staden och hundratals människor dödades, de flesta kvinnor och barn.